# جيف أونيل
جيف أونيل هو لاعب هوكي الجليد كندي، ولد في 23 فبراير 1976 في ريتشموند هيل في كندا.

## وصلات خارجية
- جيف أونيل على موقع دوري الهوكي الوطني (الإنجليزية)
- جيف أونيل على موقع قاعة مشاهير الهوكي (لاعب أن.إتش.أل) (الإنجليزية)
- جيف أونيل على موقع EliteProspects.com (الإنجليزية)
- جيف أونيل على موقع Eurohockey.com (الإنجليزية)
- جيف أونيل على موقع HockeyDB.com (الإنجليزية)
- جيف أونيل على موقع Hockey-Reference.com (الإنجليزية)